# Песма Америке
Избор за Песму Америке (American Song Contest) је амерички спиноф избора за Песму Евровизије у ком се 50 америчких савезних држава, 5 америчких територија и Округ Колумбија (Вашингтон) такмичило за награду најбоље оригиналне песме. Кристер Бјеркман, Андерс Ленхоф, Ола Мелциг и Питер Сетмен су били продуценти, а Бен Силвермен је био извршни продуцент. Све рунде такмичења је требало да се емитују понедељцима на каналу NBC сваке недеље с почетком 21. фебруара 2022. године, али је почетак померен за 21. март 2022.

## Почеци
Песма Евровизије је интернационално такмичење музике са великим бројем земаља обухваћеним телевизијским преносом, у којем учествују извођачи из бројних земаља чији су национални телевизијски емитери чланови Европске радиодифузне уније. Евровизија је међу најгледанијим неспортским програмима на свету, са стотинама милиона гледалаца сваке године.
Најраније познато емитовање Евровизије у континенталној Америци је било 1971. Две године раније, такмичење је први пут емитовано у Порторику. Такмичење је емитовано у обе територије 2003. и 2004.
Амерички кабловски емитер Logo TV је емитовао финала Песме Евровизије 2016, 2017. и 2018. Гледаност је била ниска, од 52 000 гледалаца 2016. до 74 000 гледалаца 2018. WJFD-FM, комерцијална радио станица у Њу Бедфорду, Масачусетсу је емитовала финала 2018. и 2019. са коментаторима на енглеском и португалском језику.
Netflix је купио права за приказивање Песме Евровизије 2019. и 2020. на захтев корисника. То је био део промоције за филм Вила Ферела Песма Евровизије: Прича о ватреној саги (Eurovision Song Contest: The Story of Fire Saga). Филм је био најгледанији садржај на Нетфликсу у САД првог викенда од објављивања. „Прича о Ватреној Саги” је увела гледаоце (углавном на тржишту САД) у формат Евровизије и популарност исте у Европи. Песма из филма, „Husavik (My Hometown)” је била номинована за Оскара за најбољу оригиналну песму 2020/21.
Планови за САД верзију Евровизије су настали још 2006. године, кад је Бен Силверман хтео да NBC има конкуренцију за Амерички идол. Силверман (тренутно ко-директор и председавајући у компанији Пропагејт) признао је 2020. да је хтео да оствари овај пројекат већ 20 година и кад је био председавајући у Ен-Би-Си-ју.

## Продукција
Кристер Бјеркман и Ола Мелзиг, познати по својим учешћима у продукцији више издања Евровизије у прошлости, су најавили током конференције у Тел Авиву, Израелу 2019. године да су успели да добију права од стране ЕРУ да продуцирају спин-оф Евровизије за тржиште САД. У другом интервјуу, Бен Силвермен је изјавио „да се нада да ће такмичење помоћи при уједињењу политички растурене САД."
ЕРУ је објавила да је NBC купио права за емитовање такмичења 14. маја 2021. године. NBC је објавио да ће Такмичење за Песму Америке имати свој деби средином лета 2022. Бен Силвермен ће бити главни продуцент овог такмичења. Пропагејт Контент и Јуниверзал Телевижн Алтернејт Студио ће бити компаније задужене за продуцирање овог програма.
Током интервјуа за подкаст Евро пут (The Euro Trip), Силвермен је рекао да су Лас Вегас, Тампа и Орландо у избору за град који ће бити домаћин инагуралног такмичења.
Платформа за слање пријава за прво такмичење је отворена у мају 2021. године, на којој су извођачи који су имали 16 или више година могли да се пријаве за учешће, без обзира на то да ли су имали потписане уговоре са продукцијским кућама или не. Сви кандидати морају да наведу све савезне државе и тероторије САД са којима „имају јединствену, дубоку повезаност", а продуценти имају задњу реч кад се ради о томе коју савезну државу или територију ће ко представљати. На сајту се такође наводи да су дозвољене песме свих жанрова и да не смеју да буду објављиване комерцијално. Песме које су објављиване само на друштвеним мрежама и Саундклауду смеју да се пријаве, под условом да се све објаве повезане са песмом обришу ако је иста одабрана за такмичење. Продуценти су такође написали да извођачи морају да буду слободни у периоду између фебруара и априла 2022 и спремни за снимање у Лос Анђелесу или Атланти.

## Промотивни садржај
вести су емитовале репортажу о кастинг процесу Песме Америке, која је онда послата на емитовање својим партнерским и регионалним станицама широм САД и њених територија. Репортажа је садржала интервју са надлежним продуцентом кастинг процеса Мишелом Мекнултијем, који је изјавио да "траже следећи велики хит, химну...песме које ти се увуку у уво и не можеш да из избациш из главе".
Монескин, победници Евровизије 2021. за Италију, су наступили у емисији најбољих 10 21. сезоне Првог гласа Америке, у ком је презентер програма Карсон Дали промовисао Песму Америке као "америчку верзију Песме Евровизије".
15. децембра 2021, NBC је поставио промотивни видео Песме Америке на свој Twitter налог, са описом који тврди да ће Песма Америке бити „највећи музички програм уживо који је Америка икада видела”, са такмичарским песмама свих жанрова.

## Преглед формата

### Историја
Варајети је 2020. године објавио да би се у такмичењу наћи професионални музичари као што су солисти, дуети, диџејеви или групе до шест чланова из свих 50 савезних држава САД. У овом формату, музичари би се такмичити једни против других у низу квалификација, полуфинала и финала које би се емитовати у ударном термину у стилу "мартовског лудила" (турнир универзитетских кошаркашких тимова). У интервјуу са тадашњим  вођом Чешке Евровизијске делегација Јаном Борсом, Мелзиг је открио да би програм имао пет квалификационих рунди са по 10 савезних држава од којих би по четири из сваке прошле у полуфинала. У два полуфинала, преосталих 20 држава би се такмичило за 10 места у финалу (по 5 би прошло из сваког полуфинала). У финалу, 10 држава би се борило за трофеј Песме Америке.

### Формат
Формат је проширен да уместо да укључује само свих 50 савезних држава, он укључи и 5 Америчких територија и Округ Колумбије (Вашингтон). Тих пет територија су Америчка Самоа, Гуам, Северна Маријанска Острва, Порторико и Америчка Девичанска Острва. Сваки извођач ће извести своју оригиналну песму у програму који ће се емитовати уживо у целој земљи. Извођачи ће бити солисти, дуети, бендови и групе до шест чланова и диџејеви. Победника ће одлучити комбинација телегласања и оцена жирија музичких професионалаца.
У новембру 2021, Европска радиодифузна унија (ЕРУ) је објавила да ће се такмичење одвијати кроз 3 фазе: квалификације, полуфинала и финале. Из 3 квалификационе рунде, савезне државе ће се пласирати за полуфинала, у полуфиналима ће се такмичити за пласман у финале, у ком ће жири и публика одлучити победника.

### Гласање
Гласање је подељено на два дела: гласање публике и професионални жири. Свако ко се налази на територији било које савезне државе или на територији Дистрикта Колумбије, Порторика, Америчке Самое, Америчких Девичанских Острва, Гвама или Северних Маријанских Острва може да гласа. Гласање се одвија на три начина: гласање преко NBC апликације, онлајн гласање и гласање преко TikTok-а. Смеју да гласају особе које имају навршених 13 година и старије.  Жири ће се састојати од 56 особа које су у музичкој индустрији, где сваки члан представља једну савезну државу или територију.
| Временска зона или савезна држава/територија | Прозор за гласање по локалном времену | Прозор за гласање по локалном времену |
| Временска зона или савезна држава/територија | Почетак гласања                       | Крај гласања                          |
| -------------------------------------------- | ------------------------------------- | ------------------------------------- |
| Америчка Девичанска Острва                   | Понедељак у 21:00                     | Среда у 8:00                          |
| Порторико (атлантско време)                  | Понедељак у 21:00                     | Среда у 8:00                          |
| Источно                                      | Понедељак у 20:00                     | Среда у 7:00                          |
| Централно                                    | Понедељак у 19:00                     | Среда у 6:00                          |
| Планине                                      | Понедељак у 18:00                     | Среда у 5:00                          |
| Аризона (пацифичко време)                    | Понедељак у 18:00                     | Среда у 5:00                          |
| Пацифик                                      | Понедељак у 17:00                     | Среда у 4:00                          |
| Аљаска                                       | Понедељак у 16:00                     | Среда у 3:00                          |
| Хаваји                                       | Понедељак у 15:00                     | Среда у 2:00                          |
| Америчка Самоа                               | Понедељак у 14:00                     | Среда у 1:00                          |
| Северна Маријанска Острва и Гвам             | Уторак у 11:00                        | Четвртак у 22:00                      |

| Временска зона или савезна држава/територија | Прозор за гласање по локалном времену | Прозор за гласање по локалном времену |
| Временска зона или савезна држава/територија | Почетак гласања                       | Крај гласања                          |
| -------------------------------------------- | ------------------------------------- | ------------------------------------- |
| Америчка Девичанска Острва                   | Понедељак у 21:00                     | Уторак у 9:00                         |
| Порторико (атлантско време)                  | Понедељак у 21:00                     | Уторак у 9:00                         |
| Источно                                      | Понедељак у 20:00                     | Уторак у 8:00                         |
| Централно                                    | Понедељак у 19:00                     | Уторак у 7:00                         |
| Планине                                      | Понедељак у 18:00                     | Уторак у 6:00                         |
| Аризона (пацифичко време)                    | Понедељак у 18:00                     | Уторак у 6:00                         |
| Пацифик                                      | Понедељак у 17:00                     | Уторак у 5:00                         |
| Аљаска                                       | Понедељак у 16:00                     | Уторак у 4:00                         |
| Хаваји                                       | Понедељак у 15:00                     | Уторак у 3:00                         |
| Америчка Самоа                               | Понедељак у 14:00                     | Уторак у 2:00                         |
| Северна Маријанска Острва и Гвам             | Уторак у 11:00                        | Уторак у 22:00                        |

| Временска зона или савезна држава/територија | Прозор за гласање по локалном времену | Прозор за гласање по локалном времену |
| Временска зона или савезна држава/територија | Почетак гласања                       | Крај гласања                          |
| -------------------------------------------- | ------------------------------------- | ------------------------------------- |
| Америчка Девичанска Острва                   | 21:00                                 | Отп. 22:35                            |
| Порторико                                    | 20:00                                 | Отп. 21:35                            |
| Источно                                      | 20:00                                 | Отп. 21:35                            |
| Централно                                    | 19:00                                 | Отп. 20:35                            |
| Планине                                      | 18:00                                 | Отп. 19:35                            |
| Аризона (пацифичко време)                    | 17:00                                 | Отп. 18:35                            |
| Пацифик                                      | 17:00                                 | Отп. 18:35                            |
| Аљаска                                       | 16:00                                 | Отп. 17:35                            |
| Хаваји                                       | 14:00                                 | Отп. 15:35                            |
| Америчка Самоа                               | 14:00                                 | Отп. 15:35                            |
| Северна Маријанска Острва и Гвам             | 11:00                                 | Отп. 12:35                            |

## Песма Америке 2022.

### Пријаве
Слање пријава за прво такмичење је почело у мају 2021. године, на онлајн платформи на којој су извођачи који су имали 16 или више година могли да се пријаве за учешће, без обзира на то да ли су имали потписане уговоре са продукцијским кућама или не. Сви кандидати морају да наведу све савезне државе и тероторије САД са којима „имају јединствену, дубоку повезаност", а продуценти имају задњу реч кад се ради о томе коју савезну државу или територију ће ко представљати. На сајту се такође наводи да су дозвољене песме свих жанрова и да не смеју да буду објављиване комерцијално. Песме које су објављиване само на друштвеним мрежама и Саундклауду смеју да се пријаве, под условом да се све објаве повезане са песмом обришу ако је иста одабрана за такмичење.

### Локација
Током интервјуа за подкаст Евро пут (The Euro Trip), Силвермен је рекао да су Лас Вегас, Тампа и Орландо у избору за град који ће бити домаћин инагуралног такмичења. На страници за пријаве, продуценти су написали да извођачи морају да буду слободни у периоду између фебруара и априла 2022 и спремни за снимање у Лос Анђелесу или Атланти.

### Презентери
14. фебруара 2022. је откривено да ће хип-хоп музичар Снуп Дог и певачица Кели Кларксон презентовати све вечери такмичења.

### Учесници
50 савезних држава, 5 америчких територија и Дистрикт Колумбија ће учествовати на Песми Америке 2022.
| Територије учеснице на Песми Америке 2022. |
| --- |
| - Ајдахо - Ајова - Алабама - Аљаска - Америчка Девичанска Острва - Америчка Самоа - Аризона - Арканзас - Вашингтон - Вајоминг - Вермонт - Вирџинија - Западна Вирџинија - Висконсин - Гвам - Јужна Дакота - Северна Дакота - Делавер - Илиноис - Индијана - Јута - Калифорнија - Канзас - Јужна Каролина - Северна Каролина - Кентаки - Колорадо - Конектикат - Луизијана - Северна Маријанска Острва - Масачусетс - Мејн - Мериленд - Мичиген - Минесота - Мисисипи - Мисури - Монтана - Небраска - Невада - Нови Мексико - Њу Џерзи - Њу Хемпшир - Њујорк - Оклахома - Округ Колумбије - Орегон - Охајо - Пенсилванија - Порторико - Роуд Ајланд - Тексас - Тенеси - Флорида - Хаваји - Џорџија |

#### Листа учесника
| Територија                 | Извођач(и)‍                                      | Песма‍                         | Композитор(и) |
| -------------------------- | ----------------------------------------------- | ----------------------------- | --- |
| Ајдахо                     | Ендру Шепард                                    | Steady Machine                | Ендру Шепард |
| Ајова                      | Ализабет вон Пресли                             | Wonder                        | Али Ди Теодор, Ализабет вон Пресли, Антони Мирабела III, Тимоти Џејмс Кинг                                                                                     |
| Алабама                    | Ni/Co                                           | The Difference                | Андреас Карлсон, Колтон Џоунс, Данијел Брилхарт, Габи Фелдман, Кевин Хученс                                                                                    |
| Аљаска                     | Џул                                             | The Story                     | Џул Килчер, Јохан Карлсон, Рос Голан |
| Америчка Девичанска Острва | Круз Рок                                        | Celebrando                    | Али Ди Теодор, Ентони Мирабела III, Бјанка Спердути, Ерол Ајани Вилијамс, Френки Гарсија, Серђио Кабрал                                                        |
| Америчка Самоа             | Тенел                                           | Full Circle                   | Али Ди Теодор, Ентони Мирабела III, Бенџамин Бригс, Бјанка Спердути, Кери Клисби, Ники Сорентино, Серђио Кабрал, Сусан пароф, Телен Луафалемана, Трент Фоисија |
| Аризона                    | Las Marias                                      | De La Finikera                | Едуардо Меза |
| Арканзас                   | Келси Лемб                                      | Never Like This               | Карли Пирс, Кејси Браун, Паркер Велинг |
| Вашингтон                  | Ален Стоун                                      | A Bit of Both                 | Ален Стоун, Тајлер Акорд |
| Округ Колумбије            | Нидер                                           | I Like It                     | Маркус Р. Нидер |
| Вајоминг                   | Рајан Чарлс                                     | New Boot Goofin’              | Кади Кламонгу, Рајан Чарлс Кинзер |
| Вермонт                    | Џош Панда                                       | Rollercoaster                 | Клинтон Луис Бијерман, Џошуа Пендер, Питер Витфилд Деј |
| Вирџинија                  | Алмира Заки                                     | Over You                      | Алмира Заки |
| Западна Вирџинија          | Алексис Канингхем                               | Working on a Miracle          | Алексис Пејџ Канингхем, Ерик Базилијан |
| Висконсин                  | Џејк-о                                          | Feel Your Love                | Али Ди Теодор, Ентони Мирабела III, Бјанка Спердути, Џејкоб Брендан Мекласки                                                                                   |
| Гвам                       | Џејсон Џеј                                      | Midnight                      | Чез Марк Тони, Џејсон Ниел Џабинигеј |
| Јужна Дакота               | Џад Хус                                         | Bad Girl                      | Адам Денис Агин, Ендру Артус Јанг, Денхам Ајзак Мекдермот |
| Северна Дакота             | Клои Фредрикс                                   | Can't Make You Love Me        | Клои Фредерикс, Мелиса Картер, Роб Нагелхаут |
| Делавер                    | Најтро Најтра                                   | Train                         | Али Ди Теодор, Ентони Мирабела III, Ауанитра Аикен, Бјанка Спердути, Џејмс А. Полард Млађи                                                                     |
| Илиноис                    | Џастин Џесо                                     | Lifeline                      | Девин Кенеди, Џастин Џесо, Лукас Костас |
| Индијана                   | UG skywalkin (са Максијем)                      | Love in My City               | Алберт Сприрс, Антонио Макси, Џош Филип Кимбова, Теофилус Акаи                                                                                                 |
| Јута                       | Савана Кејес                                    | Sad Girl                      | Блер Дали, Хедер Морган, Савана Кејес |
| Калифорнија                | Sweet Taboo                                     | Keys to the Kingdom           | Бреан Сантана, Ђијан Стоун, Џенифер Торејон, Мадисон Лав, Ричард Висон, Саманта Рамос, Шин Даглас                                                              |
| Канзас                     | Бродерик Џоунс (са Калијом)                     | Tell Me                       | Бродрик Џоунс, Калан Ширси |
| Јужна Каролина             | Џеси Лепроти                                    | Not Alone                     | Али Ди Теодор, Андреас Карлсон, Ентони Мирабела III, Бјанка Спердути, Џеси Лепроти                                                                             |
| Северна Каролина           | Џон Морган                                      | Right in the Middle           | Џон Морган, Џастин Вилсон, Родни Клаусон, Вил Банди |
| Кентаки                    | Џордан Смит                                     | Sparrow                       | Андреас Карлсон, Дезмонд Чајлд, Џордан Смит |
| Колорадо                   | Рајкер Линч                                     | Feel the Love                 | Андреас Карлсон, Дезмонд Чајлд, Џими Џенсон, Вера Хотсос |
| Конектикат                 | Мајкл Болтон                                    | Beautiful World               | Џастин Џесо, Мајкл Болтон |
| Луизијана                  | Британи Пфанц                                   | Now You Do                    | Британи Пфанц, Рајан Корн |
| Северна Маријанска Острва  | Sabyu                                           | Sunsets and Seaturtles        | Крис Мена, Герсон Зарагота, Метју Саблан, Мајк Кохфелд, Скули Гестсон                                                                                          |
| Масачусетс                 | Џеред Ли                                        | Shameless                     | Карли Пејџ, Ден Витмор, Дајмон Каруен Вајт Лонг, Џеред Ли |
| Мејн                       | Кинг Кајот                                      | Get Out Alive                 | Дерен Елдер, Џонатан Кинг, Џонатан Вајман, Џозеф Махони |
| Мериленд                   | Сиско                                           | It's Up                       | Марк Алтхаван Ендрус, Нејтан Л. Муринг |
| Мичиген                    | Ада Леан                                        | Natalie                       | Ада Леан Комптон, Картер Џон Фроџ |
| Минесота                   | Yam Haus                                        | Ready to Go                   | |
| Мисисипи                   | Кејон Стар                                      | Fire                          | Али Ди Теодор, Ентони Мирабела III, Бјанка Спердути, Џон Емануел Морис, Лакрешија Кејон Едвардс, Серђио Кабрал                                                 |
| Мисури                     | Хејли                                           | Better Things                 | Алекс Анђело, Блејк Денсмор, Хејли Вулриџ |
| Монтана                    | Џона Прил                                       | Fire It Up                    | Џеред Мулинс, Џордан Шмит, Сет Енис |
| Небраска                   | Џоселин                                         | Never Alone                   | Денијел Џој Леверет Ривс, Џејсон Бредфорд Ривс, Џоселин Андерсон                                                                                               |
| Невада                     | The Crystal Method (са Кодом и VAAAL)           | Watch Me Now                  | Дејвид Мортенсон, Џордан Дејвид Судак, Скот Киркленд |
| Нови Мексико               | Калисол                                         | Drop                          | Џефри Мекреј, Кејлин Елис, Закари Чикојн |
| Њу Џерзи                   | Брук Алекс                                      | I Don't Take Pictures Anymore | Отум Бајси, Брендон Мигер, Брук Александрија Гринберг |
| Њу Хемпшир                 | Мари                                            | Fly                           | Али Ди Теодор, Андреас Карлсон, Ентони Мирабела III, Бјанка Спердути, Дејвид Мулен, Ијан Ентони Озборн, Мари Бурел-Валенсија, Скот Калавеј                     |
| Њујорк                     | Ениса                                           | Green Light                   | Камерон Ворен, Ениса Никај |
| Оклахома                   | Алекса                                          | Wonderland                    | Албин Нордквист, Андреас Карлсон, Бекух Бум, Елен Берг, Моа Карлебекер                                                                                         |
| Орегон                     | courtship.                                      | Million Dollar Smoothies      | Ели Рубен Хиршч, Миках Рос Гордон |
| Охајо                      | Мејси Греј (са The California Jet Club и Мејно) | Every Night                   | Алекс Кихн, Били Вес, Кристофер Дотсон, Џанал Рашид, Жермејн Колмен, Натали Хиндс, Тамир Барзилај, Томас Лумпкин                                               |
| Пенсилванија               | Бри Стивс                                       | Plenty Love                   | Ејвери Ерлс, брендон Хоџ, Бријана Ешли Стивенсон, Дерил Пирсон, Дони Медоус, Кристал Оливер, Ларенс Допсон, Квинтин Гулиџ                                      |
| Порторико                  | Кристијан Паган                                 | Loko                          | Билејди Хернандез, Кристијан Паган, Дезмонд Чајлд, Емилијо Амаја Акоста, Фејсал Бен Саид, Џоди Мар, Маркус Сепехрманеш, Семјуел Квист, Тимоти Кајфелдт         |
| Роуд Ајланд                | Хуестон                                         | Held On Too Long              | Кори Хуестон |
| Тексас                     | Грент Кноч                                      | Mr. Independent               | Грант Кристиан Кноч, Џон Арнел Њусом |
| Тенеси                     | Тајлер Браден                                   | Seventeen                     | Тајлер Браден |
| Флорида                    | Але Забала                                      | Flirt                         | Алекса Забала, Андреас Карлсон, Мелани Џој Фонтана, Микел Шулц                                                                                                 |
| Хаваји                     | Бронсон Вард                                    | 4 You                         | Али Ди Теодор, Ентони Мирабела III, Бјанка Спердути, Бронсон Вард, Ники Сорентино, Серђио Кабрал, Сусан Пароф                                                  |
| Џорџија                    | Стела Кол                                       | DIY                           | Холин Шадингер, Марк Еванс, Стефен Хери Данкли, Стивен Чеунг                                                                                                   |

### Такмичарске вечери

#### Квалификације

##### Прва рунда
Прва рунда квалификација је одржана 21. марта 2022. Једанаест песама се такмичило за 4 места у једном од полуфинала. Једна од песама која је добила место у полуфиналима је одабрана од стране жирија, док о томе које песме добијају остала три места одлучује публика. На крају преноса, објављено је да је Роуд Ајланд прошао у полуфинала. На почетку друге квалификационе емисије објављено је да су гласовима публике у полуфинале прошли Оклахома, Порторико и Конектикат.
| Бр. | Територија  | Извођач(и)‍               | Песма‍            | Жири | Публика        | Место          |                |
| --- | ----------- | ------------------------ | ---------------- | ---- | -------------- | -------------- | -------------- |
| 1.  | Минесота    | Yam Haus                 | Ready To Go      | 7.   | Није откривено | Није откривено | Није откривено |
| 2.  | Оклахома    | Алекса                   | Wonderland       | 2.   | Није откривено | Није откривено | Није откривено |
| 3.  | Арканзас    | Келси Лемб               | Never Like This  | 3.   | Није откривено | Није откривено | Није откривено |
| 4.  | Индијана    | UG skywalkin feat. Maxie | Love In My City  | 11.  | Није откривено | Није откривено | Није откривено |
| 5.  | Порторико   | Кристијан Паган          | Loko             | 4.   | Није откривено | Није откривено | Није откривено |
| 6.  | Конектикат  | Мајкл Болтон             | Beautiful World  | 5.   | Није откривено | Није откривено | Није откривено |
| 7.  | Ајова       | Ализабет вон Пресли      | Wonder           | 8.   | Није откривено | Није откривено | Није откривено |
| 8.  | Висконсин   | Џејк-о                   | Feel Your Love   | 9.   | Није откривено | Није откривено | Није откривено |
| 9.  | Мисисипи    | Кејоне Стар              | Fire             | 6.   | Није откривено | Није откривено | Није откривено |
| 10. | Вајоминг    | Рајан Чарлс              | New Boot Goofin’ | 10.  | Није откривено | Није откривено | Није откривено |
| 11. | Роуд Ајланд | Хуестон                  | Held On Too Long | 1.   | Није откривено | Није откривено | Није откривено |

##### Друга рунда
Друга квалификациона емисија одржана је 28. марта 2021. На крају преноса, објављено је да је гласовима жирија у полуфинале прошао Кентаки, док су остале три територије које пролазе у полуфинале гласовима публике објављене на почетку следеће емисије.
| Бр. | Територија                 | Извођач(и)‍                                      | Песма‍                    | Жири | Публика        | Место          |                |
| --- | -------------------------- | ----------------------------------------------- | ------------------------ | ---- | -------------- | -------------- | -------------- |
| 1.  | Орегон                     | courtship.                                      | Million Dollar Smoothies | 11.  | Није откривено | Није откривено | Није откривено |
| 2.  | Монтана                    | Џона Прил                                       | Fire It Up               | 3.   | Није откривено | Није откривено | Није откривено |
| 3.  | Њујорк                     | Ениса                                           | Green Light              | 9.   | Није откривено | Није откривено | Није откривено |
| 4.  | Небраска                   | Џоселин                                         | Never Alone              | 7.   | Није откривено | Није откривено | Није откривено |
| 5.  | Америчка Девичанска острва | Круз Рок                                        | Celebrando               | 10.  | Није откривено | Није откривено | Није откривено |
| 6.  | Кентаки                    | Џордан Смит                                     | Sparrow                  | 1.   | Није откривено | Није откривено | Није откривено |
| 7.  | Северна Дакота             | Клои Фредерикс                                  | Can't Make You Love Me   | 5.   | Није откривено | Није откривено | Није откривено |
| 8.  | Канзас                     | Бродерик Џоунс                                  | Tell Me                  | 2.   | Није откривено | Није откривено | Није откривено |
| 9.  | Вирџинија                  | Алмира Заки                                     | Over You                 | 8.   | Није откривено | Није откривено | Није откривено |
| 10. | Мејн                       | Кинг Кајот                                      | Get Out Alive            | 4.   | Није откривено | Није откривено | Није откривено |
| 11. | Охајо                      | Мејси Греј (са The California Jet Club и Мејно) | Every Night              | 6.   | Није откривено | Није откривено | Није откривено |

##### Трећа рунда
Трећа квалификациона рунда је одржана 4. априла 2021. У полуфинале је гласовима жирија прошао Тенеси, а остала три полуфиналиста су саопштена у четвртој емисији.
| Бр. | Територија                | Извођач(и)‍     | Песма‍                         | Жири | Публика        | Место |
| --- | ------------------------- | -------------- | ----------------------------- | ---- | -------------- | ----- |
| 1.  | Тексас                    | Грент Кноч     | Mr. Independent               | 4.   | Није откривено | 4.    |
| 2.  | Луизијана                 | Британи Пфанц  | Now You Do                    | 8.   | Није откривено | 9.    |
| 3.  | Тенеси                    | Тајлер Брејден | Seventeen                     | 1.   | Није откривено | 1.    |
| 4.  | Њу Џерзи                  | Брук Алекс     | I Don't Take Pictures Anymore | 5.   | Није откривено | 7.    |
| 5.  | Алабама                   | Ni/Co          | The Difference                | 3.   | Није откривено | 3.    |
| 6.  | Флорида                   | Але Забала     | Flirt                         | 2.   | Није откривено | 6.    |
| 7.  | Аљаска                    | Џул            | The Story                     | 9.   | Није откривено | 5.    |
| 8.  | Јужна Каролина            | Џеси Лепроти   | Not Alone                     | 12.  | Није откривено | 12.   |
| 9.  | Јужна Дакота              | Џад Хус        | Bad Girl                      | 11.  | Није откривено | 11.   |
| 10. | Делавер                   | Најтро Најтра  | Train                         | 7.   | Није откривено | 8.    |
| 11. | Северна Маријанска острва | Сабју          | Sunsets and Seaturtles        | 10.  | Није откривено | 10.   |
| 12. | Колорадо                  | Рајкер Линч    | Feel the Love                 | 6.   | Није откривено | 2.    |

##### Четврта рунда
Четврта квалификациона емисија је одржана 12. априла. Гласовима жирија даље је прошао Вашингтон, а остала три полуфиналиста су саопшетна у петој емисији.
| Бр. | Територија        | Извођач(и)‍                            | Песма‍                | Жири | Публика        | Место          |
| --- | ----------------- | ------------------------------------- | -------------------- | ---- | -------------- | -------------- |
| 1.  | Њу Хемпшир        | Мари                                  | Fly                  | 8.   | Није откривено | Није откривено |
| 2.  | Невада            | The Crystal Method (са Кодом и Валом) | Watch Me Now         | 3.   | Није откривено | Није откривено |
| 3.  | Јута              | Савана Кејес                          | Sad Girl             | 7.   | Није откривено | Није откривено |
| 4.  | Округ Колумбије   | Нидер                                 | I Like It            | 11.  | Није откривено | Није откривено |
| 5.  | Масачусетс        | Џаред Ли                              | Shameless            | 2.   | Није откривено | Није откривено |
| 6.  | Џорџија           | Стела Кол                             | DIY                  | 6.   | Није откривено | Није откривено |
| 7.  | Хаваји            | Бронсон Вард                          | 4 You                | 9.   | Није откривено | Није откривено |
| 8.  | Западна Вирџинија | Алексис Канингем                      | Working on a Miracle | 5.   | Није откривено | Није откривено |
| 9.  | Аризона           |                                       | De La Finikera       | 10.  | Није откривено | Није откривено |
| 10. | Пенсилванија      | Бри Стивс                             | Plenty Love          | 4.   | Није откривено | Није откривено |
| 11. | Вашингтон         | Ален Стоун                            | A Bit of Both        | 1.   | Није откривено | Није откривено |

##### Пета рунда
Последња, пета квалификациона рунда одржана је 18. априла. Гласовима жирија даље је прошао Мичиген, а остала три полуфиналиста су накнадно саопшетна.
| Бр. | Територија       | Извођач(и)‍   | Песма‍               | Жири | Публика        | Место          |
| --- | ---------------- | ------------ | ------------------- | ---- | -------------- | -------------- |
| 1.  | Илиноис          | Џастин Џесо  | Lifeline            | 5.   | Није откривено | Није откривено |
| 2.  | Калифорнија      |              | Keys to the Kingdom | 2.   | Није откривено | Није откривено |
| 3.  | Ајдахо           | Ендру Шепард | Steady Machine      | 6.   | Није откривено | Није откривено |
| 4.  | Њу Мексико       | Калисол      | Drop                | 7.   | Није откривено | Није откривено |
| 5.  | Мисури           | Хејли        | Better Things       | 10.  | Није откривено | Није откривено |
| 6.  | Америчка Самоа   | Тенел        | Full Circle         | 4.   | Није откривено | Није откривено |
| 7.  | Северна Каролина | Џон Морган   | Right in the Middle | 3.   | Није откривено | Није откривено |
| 8.  | Вермонт          | Џош Панда    | Rollercoaster       | 8.   | Није откривено | Није откривено |
| 9.  | Гуам             | Џејсон Џеј   | Midnight            | 11.  | Није откривено | Није откривено |
| 10. | Мичиген          | Ада Леан     | Natalie             | 1.   | Није откривено | Није откривено |
| 11. | Мериленд         | Сиско        | It's Up             | 9.   | Није откривено | Није откривено |

#### Полуфинала
Двадесет двоје полуфиналиста је подељено у два полуфинала која су се одржала 25. априла и 2. маја. Једанаест полуфиналиста се борило за пет места у финалу, а исход одлучују жири и публика. У сваком полуфиналу, жири је бирао једног финалисту, а о остала 4 је одлучивала публика. Десет извођача се такмичи у финалу 9. маја. Дана 19. априла, Ен-Би-Си је открио којих 11 песама ће се такмичити у првом полуфиналу.

##### Прво полуфинале
Прво полуфинале је одржано у понедељак 25. априла. На крају преноса, откривено је да је жири изабрао Вашингтон да прође у финале. Избор публике је откривен на почетку другог полуфинала и то су били Оклахома, Колорадо, Алабама и Кентаки.
| Бр. | Територија  | Извођач(и)‍  | Песма‍            | Жири |
| --- | ----------- | ----------- | ---------------- | ---- |
| 1.  | Кентаки     | Џордан Смит | Sparrow          | 2.   |
| 2.  | Колорадо    | Рајкер Линч | Feel the Love    | 11.  |
| 3.  | Њу Хемпшир  | Мари        | Fly              | 9.   |
| 4.  | Вашингтон   | Ален Стоун  | A Bit of Both    | 1.   |
| 5.  | Алабама     | Ni/Co       | The Difference   | 6.   |
| 6.  | Вајоминг    | Рајан Чарлс | New Boot Goofin’ | 10.  |
| 7.  | Роуд Ајланд | Хуестон     | Held On Too Long | 3.   |
| 8.  | Монтана     | Џона Прил   | Fire It Up       | 7.   |
| 9.  | Мичиген     | Ада Леан    | Natalie          | 4.   |
| 10. | Масачусетс  | Џеред Ли    | Shameless        | 8.   |
| 11. | Оклахома    | Алекса      | Wonderland       | 5.   |

##### Друго полуфинале
Друго полуфинале је одржано у понедељак 2. маја. На крају преноса, откривено је да је жири изабрао Тенеси да прође у финале. Избор публике је откривен 4. маја на Е! мрежи и то су били Конектикат, Америчка Самоа, Тексас и Северна Дакота.
| Бр. | Територија       | Извођач(и)‍     | Песма‍                  | Жири |
| --- | ---------------- | -------------- | ---------------------- | ---- |
| 1.  | Порторико        | Кристиан Паган | Loko                   | 7.   |
| 2.  | Северна Каролина | Џон Морган     | Right in the Middle    | 4.   |
| 3.  | Канзас           | Бродерик Џоунс | Tell Me                | 2.   |
| 4.  | Њујорк           | Ениса          | Green Light            | 11.  |
| 5.  | Северна Дакота   | Клои Фредрикс  | Can't Make You Love Me | 6.   |
| 6.  | Конектикат       | Мајкл Болтон   | Beautiful World        | 5.   |
| 7.  | Тексас           | Грант Кноч     | Mr. Independent        | 8.   |
| 8.  | Калифорнија      | Sweet Taboo    | Keys to the Kingdom    | 3.   |
| 9.  | Тенеси           | Тајлер Браден  | Seventeen              | 1.   |
| 10. | Џорџија          | Стела Кол      | DIY                    | 9.   |
| 11. | Америчка Самоа   | Тенел          | Full Circle            | 10.  |

#### Финале
Финале је одржано 9. маја. Десет савезних држава и територија се такмичило, два квалификатора жирија и осам квалификатора публике из два полуфинала. У паузи, Џими Ален је извео свој сингл „Down Home”.
| Бр. | Територија     | Извођач(и)‍    | Песма‍                  | Пласман | Поени |
| --- | -------------- | ------------- | ---------------------- | ------- | ----- |
| 1.  | Конектикат     | Мајкл Болтон  | Beautiful World        | 7.      | 338   |
| 2.  | Северна Дакота | Клои Фредрикс | Can't Make You Love Me | 9.      | 267   |
| 3.  | Тексас         | Грант Кноч    | Mr. Independent        | 4.      | 366   |
| 4.  | Алабама        | Ni/Co         | The Difference         | 8.      | 285   |
| 5.  | Кентаки        | Џордан Смит   | Sparrow                | 3.      | 407   |
| 6.  | Вашингтон      | Ален Стоун    | A Bit of Both          | 5.      | 359   |
| 7.  | Америчка Самоа | Тенел         | Full Circle            | 6.      | 342   |
| 8.  | Оклахома       | Алекса        | Wonderland             | 1.      | 710   |
| 9.  | Тенеси         | Тајлер Браден | Seventeen              | 10.     | 251   |
| 10. | Колорадо       | Рајкер Линч   | Feel the Love          | 2.      | 503   |

### Детаљни резултати

#### Финале
| Пласман | Комбиновано    | Комбиновано | Жири           | Жири  | Телегласање    | Телегласање |
| Пласман | Држава         | Поени       | Држава         | Поени | Држава         | Поени       |
| ------- | -------------- | ----------- | -------------- | ----- | -------------- | ----------- |
| 1.      | Оклахома       | 710         | Вашингтон      | 105   | Оклахома       | 654         |
| 2.      | Колорадо       | 503         | Тенеси         | 88    | Колорадо       | 478         |
| 3.      | Кентаки        | 407         | Кентаки        | 79    | Кентаки        | 328         |
| 4.      | Тексас         | 366         | Алабама        | 60    | Тексас         | 324         |
| 5.      | Вашингтон      | 359         | Оклахома       | 56    | Америчка Самоа | 305         |
| 6.      | Америчка Самоа | 342         | Северна Дакота | 48    | Конектикат     | 298         |
| 7.      | Конектикат     | 338         | Тексас         | 42    | Вашингтон      | 254         |
| 8.      | Алабама        | 285         | Конектикат     | 40    | Алабама        | 225         |
| 9.      | Северна Дакота | 267         | Америчка Самоа | 37    | Северна Дакота | 219         |
| 10.     | Тенеси         | 251         | Колорадо       | 25    | Тенеси         | 163         |

| Жири Телегласање | Жири Телегласање | Укупан бр. поена | ГП  | Доњи југ | Средњи Атлантик | Средњи запад | Планине | Нова Енглеска | Пацифички запад | Равнице | Југозапад | Територије | Горњи југ |
| Жири Телегласање | Жири Телегласање |                  |     |          |                 |              |         |               |                 |         |           |            |           |
| Такмичари        | Конектикат       | 338              | 298 | 6        | 7               | 1            | 6       | 1             | 2               | 1       | 2         | 7          | 7         |
| Такмичари        | Северна Дакота   | 267              | 219 | 4        | 2               | 7            | 8       | 5             | 6               | 3       | 5         | 4          | 4         |
| Такмичари        | Тексас           | 366              | 324 | 3        | 4               | 10           | 5       | 3             | 1               | 5       | 6         | 3          | 2         |
| Такмичари        | Алабама          | 285              | 225 | 7        | 3               | 6            | 4       | 6             | 10              | 12      | 4         | 5          | 3         |
| Такмичари        | Кентаки          | 407              | 328 | 12       | 10              | 4            | 7       | 10            | 8               | 8       | 8         | 2          | 10        |
| Такмичари        | Вашингтон        | 359              | 254 | 10       | 12              | 12           | 12      | 12            | 12              | 7       | 12        | 10         | 6         |
| Такмичари        | Америчка Самоа   | 342              | 305 | 5        | 6               | 3            | 2       | 2             | 5               | 2       | 3         | 8          | 1         |
| Такмичари        | Оклахома         | 710              | 654 | 1        | 5               | 5            | 3       | 8             | 3               | 10      | 7         | 6          | 8         |
| Такмичари        | Тенеси           | 251              | 163 | 8        | 8               | 8            | 10      | 7             | 7               | 6       | 10        | 12         | 12        |
| Такмичари        | Колорадо         | 503              | 478 | 2        | 1               | 2            | 1       | 4             | 4               | 4       | 1         | 1          | 5         |

##### 12 поена у финалу
Табеле испод садрже информације о додељивањима максималних 12 поена жирија у финалу.
| Број добијених 12 поена | Добијају 12 поена | Дају 12 поена                                                                |
| ----------------------- | ----------------- | ---------------------------------------------------------------------------- |
| 6                       | Вашингтон         | Средњи Атлантик Средњи запад Планине Нова Енглеска Пацифички запад Југозапад |
| 2                       | Тенеси            | Територије Горњи југ                                                         |
| 1                       | Алабама           | Равнице                                                                      |
| 1                       | Кентаки           | Доњи југ                                                                     |

### Жири
Победника такмичења је делимично одлучио педесетшесточлани национални жири, из сваке савезне државе и територије учеснице по један члан. Њихов задатк је био да оцене сваки наступ заједно са „уметничким изразом, потенцијалом да песма постане хит, оригиналошћу и визуелном импресијом”. Жири је био подељен у десет региона: Доњи југ, Средњи Атлантик, Средњи запад, Планине, Нова Енглеска, Пацифички запад, Равнице, Југозапад, Територије и Горњи југ. Чланови жирија су били:
- Alabama – Amber Parker, program director, WTXT Tuscaloosa, iHeartMedia
- Alaska – Quinn Christopherson, singer-songwriter
- American Samoa – Joseph Fa'avae, founder, Island Block Network
- Arizona – Double-L, music director, on-air personality, KNIX Phoenix, iHeartMedia
- Arkansas – Kevin Mercer, program director, KHKN Little Rock, iHeartMedia
- California – Dan McCarroll, former president of Capitol Records and WB Records
- Colorado – Isaac Slade, frontman of the Fray
- Connecticut – Jaime Levine, CEO, Seven Mantels, artist manager
- Delaware – Christa Cooper, on-air personality / assistant program director, WDSD Wilmington, iHeartMedia
- Florida – Jose Tillan, director/producer – The POPGarage
- Georgia – Jennifer Goicoechea, SVP A&R Sony Music, EPIC
- Guam – Heidi Chargualaf Quenga, executive director, Chamorro Cultural Advisor
- Hawaii – Eric Daniels, keyboardist/arranger, The Voice
- Idaho – Shari Short, singer/songwriter/producer
- Illinois – Mike Knobloch, president, music and publishing, NBCUniversal
- Indiana – Nancy Yearing, talent development
- Iowa – Taylor J., program director / on-air personality KKDM Des Moines, iHeartMedia
- Kansas – Michelle Buckles, program director, KZCH Wichita, iHeartMedia
- Kentucky – Ashley Wilson, director of country programming, Kentucky/Indiana, iHeartMedia
- Louisiana – Uptown Angela, Executive Vice President of Programming, format lead custom R&B/gospel, iHeartMedia
- Maine – Lauren Wayne, general manager, talent buyer, State Theater
- Maryland – Caron Veazey, Founder & CEO, Something in Common
- Massachusetts – Jamie Cerreta, EVP Hipgnosis Songs Group
- Michigan – Shahida Mausi, CEO The Right Productions, Inc./Aretha Franklin Amphitheatre
- Minnesota – Barry Lather, creative director, choreographer, producer
- Mississippi – Joe King the Big Daddy, program director, WZLD Hattiesburg, iHeartMedia
- Missouri – Tommy Austin, SVP Programming, iHeartMedia
- Montana – Stephanie Davis, singer-songwriter
- Nebraska – Hoss Michaels, program director, KXKT Omaha, iHeartMedia
- Nevada – Jim Vellutato, CEO, Arrival Music
- New Hampshire – Charlie Singer, music television producer, executive producer
- New Jersey – Matt Pinfield, nationally syndicated radio host, A&R consultant, former MTV host of 120 Minutes
- New Mexico – Tony Manero, SVP Programming Southwest, iHeartMedia
- New York – Tom Poleman, Chief Programming Officer & President, iHeartMedia
- North Carolina – Paul Schadt, on-air personality, WKKT Charlotte, iHeartMedia
- North Dakota – Allison Bostow, program director / on-air personality, KIZZ Minot, iHeartMedia
- Northern Mariana Islands – Galvin Deleon Guerrero, President of Northern Marianas College, radio DJ
- Ohio – Khirye Tyler, songwriter, producer, musical director
- Oklahoma – Ester Dean, singer-songwriter
- Oregon – Mark Hamilton, program director / on-air personality, Portland Audacy
- Pennsylvania – Ty Stiklorius, Founder & CEO of Friends at Work
- Puerto Rico – Carlos Perez, creative director
- Rhode Island – Kristin Lessard, on-air personality, WSNE Providence, iHeartMedia
- South Carolina – Miss Monique, on-air personality / program director, WXBT Columbia, iHeartMedia
- South Dakota – Jered Johnson, President / CEO, Pepper Entertainment
- Tennessee – Brian Phillips, Executive VP, Content and Audience, Cumulus Media
- Texas – Natural, music producer
- U.S. Virgin Islands – Ajanie Williams, music producer & author
- Utah – Jeff McCartney, SVP Programming, Salt Lake City, iHeartMedia
- Vermont – Lee Chesnut, A&R Consultant
- Virginia – Justin Derrico, musician
- Washington – Zann Fredlund, on-air personality, music director & assistant program director, KBKS Seattle, iHeartMedia
- Washington, D.C. – Dustin Matthews, Director of Rock Programming, Washington, DC, iHeartMedia
- West Virginia – Judy Eaton, program director, WTCR Huntington, iHeartMedia
- Wisconsin – Shanna "Quinn" Cudeck, program director / on-air personality, WMIL Milwaukee, iHeartMedia
- Wyoming – Ian Munsick, Warner Music recording artist

#### Објављивачи резултата
| Регион          | Жирији                                                                                 | Објављивач(и)          |
| --------------- | -------------------------------------------------------------------------------------- | ---------------------- |
| Средњи запад    | Илиноис, Индијана, Охајо, Мичиген, Минесота, Висконсин                                 | ()                     |
| Горњи југ       | Кентаки, Северна Каролина, Јужна Каролина, Западна Вирџинија, Вирџинија                | Алмира Заки ()         |
| Нова Енглеска   | Конектикат, Мејн, Масачусетс, Њу Хемпшир, Роуд Ајланд, Вермонт                         | Џеред Ли ()            |
| Равнице         | Арканзас, Ајова, Канзас, Мисури, Небраска, Оклахома                                    | Ализабет Вон Пресли () |
| Планине         | Колорадо, Ајдахо, Монтана, Северна Дакота, Јужна Дакота, Вајоминг                      | Рајан Чарлс ()         |
| Доњи југ        | Алабама, Флорида, Џорџија, Луизијана, Мисисипи, Тенеси                                 | Але Забала ()          |
| Средњи Атлантик | Делавер, Мериленд, Њу Џерзи, Њујорк, Пенсилванија, Дистрикт Колумбије                  | Најтро Најтра ()       |
| Територије      | Америчка Самоа, Гвам, Северна Маријанска Острва, Порторико, Америчка Девичанска Острва | Џејсон Џеј ()          |
| Југозапад       | Аризона, Невада, Њу Мексико, Јута, Тексас                                              | Савана Кејес ()        |
| Пацифички запад | Аљаска, Калифорнија, Хаваји, Орегон, Вашингтон                                         | Бронсон Вард ()        |

## Реакције
После објаве вести да ће САД добити своју верзију Евровизије, уследиле су мешовите реакције. Енди Криза који пише за "Тајм Аут" магазин је написао да ће највећи изазов овог такмичења бити "релативна хомогеност Америчке музичке сцене", и да би поп звезде требало упарити са разноликим извођачима као што су дрег краљице, кловнови, певачи госпел музике итд. Џастин Киркленд који пише за "Есквајер" магазин мисли ће такмичење бити "ноћна мора" и да Американци немају кемп енергију која је потребна да би се овакво такмичење успешно остварило. Крис Марфи који пише за "Валчр" мисли да су САД презасићене певачким и талент такмичењима, и додао да нико неће моћи да напише тако добру песму као што је то био "Хусавик (Мој Родни Град)" из филма "Песма Евровизије: Прича ватрене саге"
У интервјуу за јутарњи програм Би-Би-Си-ја 2020. године, Шерил Бејкер, чланица групе Бакс Физ који су представљали Уједињено Краљевство на Евровизији 1981. године и победили, изјавила је да не мисли да ће такмичење бити успешно у САД, и да та држава "мора још доста да поради на себи да дође до нивоа кича и забаве коју Евровизија пружа". Бејкер је такође предложила да уместо тога, САД треба да пошаље некога да се такмичи на Евровизији. Вилијам Ли Адамс странице Вивиблогс се није сложио, рекавши да ће идентитети савезних држава играти кључну улогу у овом такмичењу, као што то раде у спортским такмичењима универзитета. Такође је рекао да је музичка сцена САД много разноврснија него што многи мисле. Одбацио је мишљење да Американци себе схватају преозбиљно, указуући на кемп такмичења као што су Избор за Мис Америке.
Кад је упитан да ли би се такмичио у Песми Америке, амерички репер Фло Рајда је рекао да би му то било "остварење сна". Он је извео песму "Адреналина" (Adrenalina) са певачицом Сенхит на Песми Евровизије 2021. где су представљали Сан Марино.

## Међународни преноси
| Држава                                                     | Пренос    | Реф           |
| ---------------------------------------------------------- | --------- | ------------- |
| Аустрија · Немачка                                         | ServusTV  | [ 66 ] [ 67 ] |
| Аустрија · Лихтенштајн · Луксембург · Немачка · Швајцарска | Red Bull  | [ 68 ]        |
| Грчка                                                      | ERT       | [ 69 ]        |
| Данска                                                     | DR        | [ 68 ]        |
| Исланд                                                     | RÚV       | [ 70 ]        |
| Канада ( Хамилтон)                                         | CHCH-DT   | [ 71 ]        |
| Норвешка                                                   | NRK       | [ 72 ]        |
| Португал                                                   | RTP       | [ 73 ]        |
| Словенија                                                  | RTVSLO 2  | [ 74 ]        |
| Србија                                                     | РТС       | [ 75 ]        |
| Финска                                                     | Yle TV2   | [ 76 ]        |
| Црна Гора                                                  | RTCG      | [ 68 ]        |
| Шведска                                                    | SVT       | [ 77 ]        |
| Шпанија                                                    | RTVE Play | [ 78 ]        |